# Oglasa prionosticha
Oglasa prionosticha là một loài bướm đêm trong họ Noctuidae.